# Товарищество мануфактур «Людвиг Рабенек»
Товарищество мануфактур «Людвиг Рабенек» — крупная дореволюционная российская компания.

## История
Зарегистрированное в 1879 г. Товарищество мануфактур (Устав Высочайше утверждён 31 августа 1879 г.) ведёт свою историю с 1832 г., когда прусский поданный Людвиг Рабенек купил у местной помещицы Пелагеи Дурново небольшую усадьбу с хозяйством и землёй в сельце Соболево на правом берегу реки Клязьмы и основал здесь ставшее первым в России пряжекрасильное заведение.
Изначально мануфактура Людвига Рабенека занималась крашением пряжи в пунцовый цвет, впоследствии освоив также крашение и печатание по миткалю.
После смерти основателя в 1862 году фабрика Рабенека перешла его сыновьям Людвигу (Льву) и Артуру, которые преобразовали фирму в Паевое товарищество «Людвига Рабенек сыновья».
Дела мануфактуры Рабенек складывались успешно — с середины XIX столетия фабрика регулярно стала получать награды за свою продукцию: сначала на всероссийских выставках 1835, 1839, 1849 и 1861 гг., а затем также и на Парижской выставке 1867 г.
Как писал в своих воспоминаниях Лев Людвигович Рабенек, последний директор Правления Товарищества и правнук основателя мануфактуры:

«В 1878 году в пунцовое крашение было введено ализариновое масло, что значительно удешевило выработку товара, а в 1890 году был введён способ щелочного вытравления пунцового ситца, имевший громадное значение, в силу совершенной прочности щелочных красок. За это важное усовершенствование Рабенековская Мануфактура получила на Средне-Азиатской выставке в Москве в 1891 году большую золотую медаль.»— Лев Людвигович Рабенек и его воспоминания о Щёлковской фабрике
После регистрации Товарищества мануфактур Людвиг Рабенек в Москве, основной капитал которого, составил 1,2 млн руб., разделенных на 1200 паев по 1000 рублей каждый, директорами правления компании стали К. К. Банза, Л. Л. Рабенек и К. И. Риш. Фабрика Рабенек в Соболеве (Щёлкове) состояла из трёх основных производств: крашения пряжи и миткаля, отделения набойки узоров на ткань и ализариновой фабрики. Все три производства располагались на компактном огороженном забором участке, насчитывавшем более ста крытых железом построек. 81 строение из этого числа было приспособлено для производства, а 14 предоставлялись для проживания мастерам и рабочим. В пяти зданиях располагалась контора и управление. Число работников в лучшие годы составляло 7 000 чел.
В 1894 г. рядом с уже существующими фабриками Товарищества мануфактур Рабенека — «Бумаго-прядильной и ткацкой» и «Бумаго-красильной и ситце-набивной» заработал новый химический завод, на котором впервые в России началось производство олеума — компонента, используемого для очищения нефтяных продуктов, а также для получения суперфосфата и для производства бездымного пороха. В годы I мировой войны предприятия Товарищества мануфактур Людвиг Рабенек в Москве выполняли заказы военного ведомства, в том числе по изготовлению боевых отравляющих веществ.
В 1905 году К. Э. Рабенек приобрёл Товарищество Реутовской мануфактуры.
После национализации ткацкое производство бывшего Товарищества Рабенека получило название Щёлковский хлопчатобумажный комбинат (ХБК) им. Калинина, в ходе акционирования в 1992 г. переименованное в ЗАО «Славия», которое в 2004 г. прекратило существование.